# Esmeralda Labye
 (août 2011).
Si vous disposez d'ouvrages ou d'articles de référence ou si vous connaissez des sites web de qualité traitant du thème abordé ici, merci de compléter l'article en donnant les références utiles à sa vérifiabilité et en les liant à la section « Notes et références ».
Esmeralda Labye est une journaliste du Journal Télévisé de la RTBF. Elle fait partie de la rédaction internationale (« l'inter ») et présente régulièrement le 12 minutes, le dernier JT de la journée sur la RTBF, en semaine à 22h30 sur la Deux.
Elle présenta son dernier « 12 minutes » le dimanche 27/08/2017.
Elle maîtrise cinq langues, dont notamment l’espagnol et le portugais. 